# Мудров, Илья Игоревич
Илья Игоревич Мудров (род. 17 ноября 1991 года, Пошехонье-Володарск) — российский легкоатлет, специализирующийся в прыжках с шестом. Двукратный чемпион России (2014, 2019). Чемпион России в помещении 2014 года. Мастер спорта России международного класса.

## Биография
Илья Игоревич Мудров родился 17 ноября 1991 года в городе Пошехонье-Володарск Ярославской области.
Тренируется под руководством Владимира Руденко и Татьяны Огвоздиной. В 2012 году выполнил норматив мастера спорта.
В 2014 году окончил кафедру социально-политических теорий Ярославского государственного университета имени П. Г. Демидова.
Серебряный призёр Универсиады 2015 года. Выступает за ярославский ЦСКА.

## Основные результаты

### Международные
| Год  | Соревнования                    | Место проведения          | Место  | Результат |
| ---- | ------------------------------- | ------------------------- | ------ | --------- |
| 2013 | Чемпионат Европы среди молодёжи | Тампере, Финляндия        | 12     | NM        |
| 2014 | Чемпионат Европы                | Цюрих, Швейцария          | 12     | NM        |
| 2015 | Универсиада                     | Кванджу, Республика Корея | 2      | 5,50 м    |
| 2017 | Чемпионат мира                  | Лондон, Великобритания    | 22 (q) | 5,45 м    |
| 2018 | Чемпионат Европы                | Берлин, Германия          | 32 (q) | NM        |

### Национальные
| Год  | Соревнования                 | Место проведения | Место | Результат |
| ---- | ---------------------------- | ---------------- | ----- | --------- |
| 2013 | Чемпионат России             | Москва           | 3     | 5,50 м    |
| 2014 | Чемпионат России в помещении | Москва           | 1     | 5,60 м    |
| 2014 | Чемпионат России             | Казань           | 1     | 5,70 м    |
| 2015 | Чемпионат России             | Чебоксары        | 11    | NM        |
| 2016 | Чемпионат России в помещении | Москва           | 13    | NM        |
| 2016 | Чемпионат России             | Чебоксары        | 4     | 5,45 м    |
| 2017 | Чемпионат России в помещении | Москва           | 8     | 5,35 м    |
| 2018 | Чемпионат России в помещении | Москва           | 4     | 5,55 м    |
| 2018 | Чемпионат России             | Казань           | 5     | 5,30 м    |
| 2019 | Чемпионат России в помещении | Москва           | 6     | 5,35 м    |
| 2019 | Чемпионат России             | Чебоксары        | 1     | 5,65 м    |
| 2020 | Чемпионат России в помещении | Москва           | 3     | 5,55 м    |
| 2020 | Чемпионат России             | Челябинск        | 5     | 5,30 м    |